# 月球巡洋舰

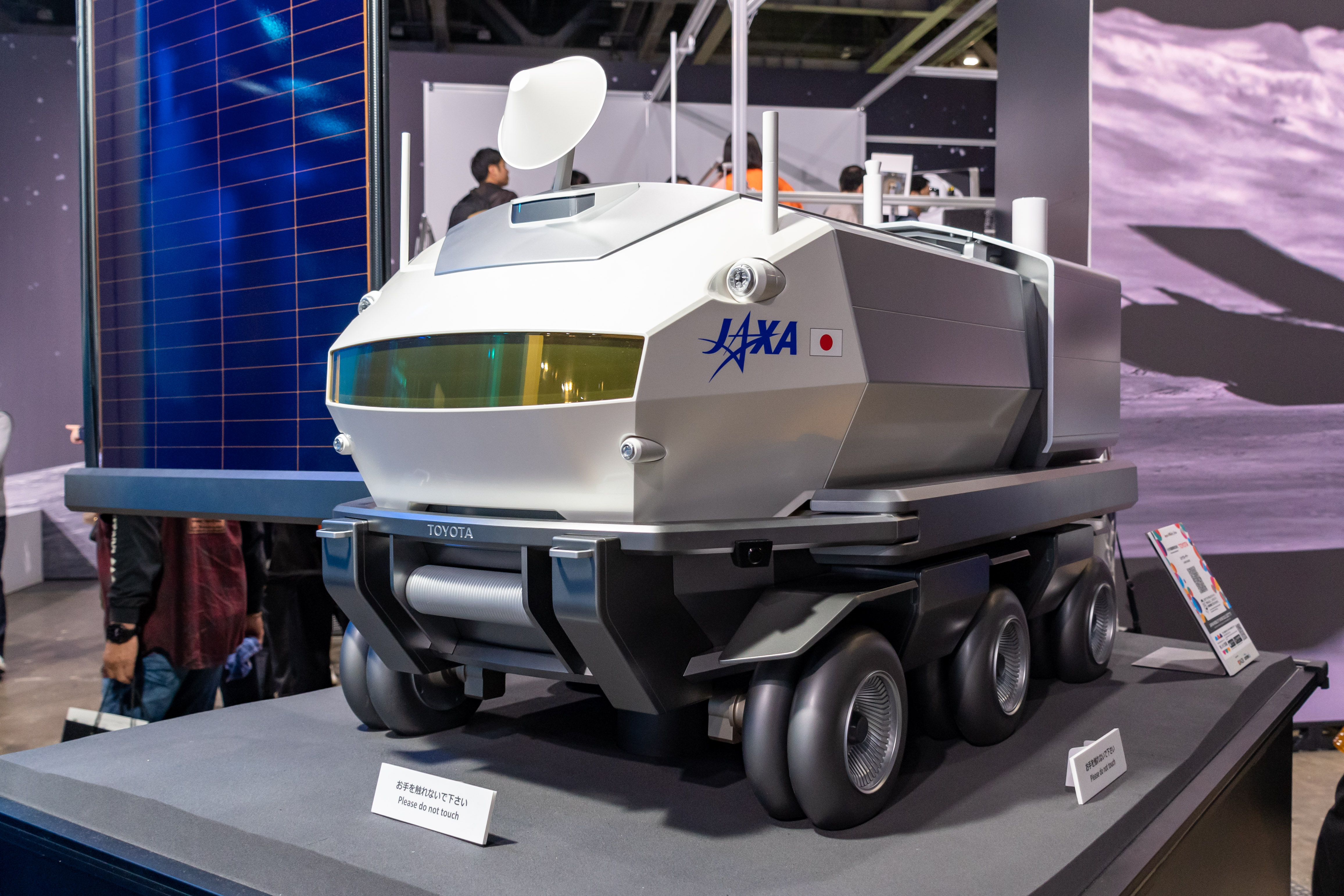
2023年东京车展上展出的月球巡洋舰模型

“月球巡洋舰”（英語：Lunar Cruiser）是日本宇宙航空研究开发机构和丰田汽车公司联合开发的用于阿耳忒弥斯计划的载人加压月球車，用于宇航员在月球上的移动和生活。其命名灵感源自丰田经典越野车“豐田陸地巡洋艦”（Land Cruiser），体现了两者在极端环境适应性上的共通理念。它的预计发射日期不早于2032年。

## 概述
月球巡洋舰是美国宇航局阿耳忒弥斯计划的一部分，它将作为移动栖息地使用。其车载生命支持系统将使2名宇航员能够在月球上旅行长达30至45天，而无需依赖于月球基地。

## 历史
JAXA自2015年左右开始开展自己的研究，但于2018年5月开始考虑与丰田进行联合研究。该计划于2019年3月12日发布。同年6月13日签署了联合研究协议。同年7月1日，丰田成立了月球车开发部专门机构。同年8月，“载人加压探测车月球社会路面研究小组”（俗称日本团队研究小组）成立，JAXA、丰田、三菱重工为组委会成员法人。月球巡洋舰目前正在制造中，预计发射日期不早于2032年。月球车本身将使用燃料电池电动汽车技术。2023年末，开发团队的最新消息表明，第一辆月球车将与第一个月球基地一起部署。三菱公司因在新型航海技术方面的发展，正在协助开发氢电解装置。

## 主要参数
- 燃料电池汽车（FCV）。[15]
- 六輪驅動。（两对前轮，一对后轮）[15]
- 长6.0米×宽5.2米×高3.8米（约为两辆小型巴士的宽度）。[15]
- 居住空间：13m3。（约一居室公寓）[15]
- 可容纳2人（紧急情况下可容纳4人）。[15]
- 适应极端温差环境（-170～120°C）。[1]
- 使车组人员能够在月球表面恶劣的环境下安全可靠地移动的驾驶能力。[15]
- 自动驾驶功能。[15]
- 装满氧气和氢气后，它可以行驶1000公里。[15]
- 预计它能在月球上行驶1,0000公里。[15]
- 总寿命10年。[1]

## 文化影响
月球巡洋舰被视为日本航天工业与汽车制造业技术融合的象征，其命名及设计理念强化了丰田在越野领域的品牌形象，亦成为日本参与国际太空竞争的标志性项目。